# Koers (taal)
De Koerse taal (Lets: kuršu valoda; Litouws: kuršių kalba) ofwel Oud-Koers was de oorspronkelijke West-Baltische taal van de Koeren, de bevolking van Koerland en de aangrenzende kust van Litouwen en Oost-Pruisen.
Als West-Baltische taal was zij meer verwant aan het Oudpruisisch dan aan het Oost-Baltische Lets. In de 18de en 19de eeuw paste het Koers zich aan aan het Lets, dat de taal van de zielzorg in de Lutherse kerk, althans op het platteland, was geworden. Na de uitgave van de Bijbelvertaling in het Lets in het toen door Zweden bestuurde Lijfland werd het Oud-Koers door deze taal in onderwijs en kerk vervangen.
Er moet onderscheid gemaakt worden met het Nieuw-Koers, een aan het Lets en Litouws verwant dialect in de vissersdorpen op de Kurische Nehrung (Koerse Schoorwal) in het voormalige Oost-Pruisen. De visserbevolking werd tot 1920 gaandeweg aan germanisering onderworpen door het Duitse staatsonderwijs. In 1920 werd het noordelijk deel van de Nehrung bij Litouwen, in 1939 opnieuw bij Duitsland gevoegd. De meeste bewoners zijn in 1945 als Duitsers gevlucht voor de Sovjet-invasie (zie Verdrijving van Duitsers na de Tweede Wereldoorlog). Het kleine aantal achtergeblevenen in het noordelijk deel is na 1945 op het Litouws overgegaan toen zich Litouwers in het grotendeels ontvolkte gebied vestigden. In het zuidelijk deel is na 1945 de bevolking geheel vervangen door met name Russen, Wit-Russen en Oekraïners en komen geen autochtone sprekers van het Koers meer voor.